# بارديناس رياليس
بارديناس رياليس (الإسبانية: بارديناس رياليس) هي منطقة طبيعية شبه صحراوية، أو أرض وعرة، تبلغ مساحتها حوالي 42,000 هكتار (420 كـم2؛ 104,000 أكر) في جنوب شرق نافار ( إسبانيا ). تتكون التربة من الطين والطبشور والحجر الرملي وقد تآكلت بفعل الماء والرياح مما أدى إلى ظهور أشكال مدهشة وأخاديد وهضاب وسيقات جدولية وتلال معزولة تسمى كابيزوس. تفتقر بارديناس رياليس إلى المناطق الحضرية، والغطاء النباتي فيها نادر، وتتمتع الجداول العديدة التي تعبر الإقليم بتدفق موسمي ملحوظ، وتبقى جافة معظم أيام السنة.

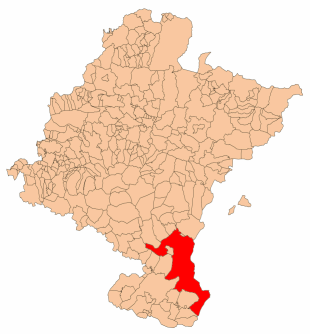
بارديناس نافارا.

## الموقع
تقع منطقة بارديناس في جنوب شرق نافارا، على الحدود مع أراغون . تقع في منتصف منطقة وادي إيبرو ذات الضغط الجوي المنخفض عند سفح جبال يوغو ومنطقة سرقسطة فيلات سينكو . يبلغ طوله 45 كـم (28 ميل) من الشمال إلى الجنوب و 24 كـم (15 ميل) من الشرق إلى الغرب وعلى ارتفاع يتراوح بين 280 و 659 م (919 و 2,162 قدم) . مساحتها 41,845 هكتار (418.45 كـم2؛ 103,400 أكر) . هناك ستة عشر بلدية فقط، منها ثلاثة عشر في نافارا وثلاث في مقاطعة سرقسطة. النافاريون هم فالتييرا، أرغويداس، كاركاستيلو، سانتاكارا، ميليدا، رادا، كاباروسو، فيلافرانكا، كادريتا، توديلا، كابانيلاس ، فوستينيانا وبونويل، بينما السرقسطيون هم: تاوست، إيجيا دي لوس كاباليروس وسادابا .
تنقسم لاس بارديناس إلى عدة مناطق متميزة تشمل بشكل رئيسي منطقتين هما باردينا السوداء وباردينا البيضاء، ولكن هناك مناطق أخرى أصغر حجمًا ذات تفرد كبير.

### باردينا البيضاء
وهي المنطقة المركزية ومعظمها من الصحراء. وتتميز تضاريسها بالسهول الواسعة والوديان العميقة التي تتدفق من خلالها الأنهار. يعود اسم باردينا إلى وجود الملح الأبيض الممتد على السطح نتيجة لكثرة الجبس في التربة.
ينقسم الباردينا الأبيض إلى قسمين، الأبيض السفلي والأبيض العلوي. الأول هو الأشدّ انخفاضًا والثاني يمتد من بيسكويرا وإجواراس إلى كاركاستيلو.

### باردينا السوداء
تقع منطقة بلاك باردينا في الجزء الجنوبي الشرقي من الإقليم على حدود منطقة أراغون المتمتعة بالحكم الذاتي . يتكون هذا الجزء من جبال بارديناس من هضاب ذات ارتفاعات مختلفة وتتخللها الأنهار التي تتدفق في قاع المنحدرات، وهذا هو الجزء المغطى بالنباتات.

### الهضبة الوسطى
هناك هضبة مركزية تقع على مسافة 100 م (330 قدم) فوق المنطقة المحيطة حيث تزرع الذرة. تتشكل من تربة العصر الثلاثي والرباعي التي نشأت بسبب الضغط المرتبط بتكوين جبال البيرينيه وجبال وسط إسبانيا والتي تسببت في انهيار حوض إيبرو مشكلاً بحرًا داخليًا محاطًا بالسلسلة الساحلية الكاتالونية . ثم تآكلت الرواسب المتكونة من العصر الأيوسيني فصاعدًا. بقيت هذه الحصى والحجر الرملي تشكل الطبقات العلوية، في حين شكّلت الرمال الناعمة والطين والحجر الجيري المنحدرات السفلية . أما الطين فبقي في الوسط وتشكّل الحجر الجيري والجبس عند الحواف. ارتبط الحصى والحجارة الرملية والطين بالرواسب الغرينية. إنّ الخليط المكوّن من الحجر الرملي والطين شكّل سلسلتين جبليتين بين المركز والمحيط. ربما كانت الرواسب تمتد لعمق أربعة متر (13 قدم) . قبل عشرة ملايين سنة انفتح الحوض على البحر الأبيض المتوسط ثم جفّ تاركا نهر إيبرو، الذي بدأ يتعرض لتآكل المياه على طول المحيط الجنوبي، مما ترك الأرض المتبقية مسطحة نسبيًا. يحدث تأثير الطي والتآكل بسبب المواد الناعمة والصلبة البديلة. إذا كانت الطبقات مسطحة، أصبحت الكابيزا معزولة.

## روابط خارجية
- صحراء بارديناس رياليس (الفرنسية)
- المناظر الطبيعية في بارديناس رياليس
- لاس بارديناس رياليس باللغة الفرنسية